# ゲオルク・ブライプトロイ
ゲオルク・ブライプトロイ（Georg Bleibtreu、1828年3月27日 - 1892年10月16日）はドイツの画家である。普仏戦争などの場面など、戦争絵画を描いた。19世紀後半にプロイセンが多くの対外戦争をした時代に、エミール・ヒュンテンやアドルフ・メンツェルらと並んで多くの戦争画を描いた。

## 略歴
ノルトライン＝ヴェストファーレン州のクサンテンに生まれた。デュッセルドルフ美術アカデミーに入学し1850年代半ばまで在籍し、テオドール・ヒルデブラントやフリードリッヒ・ヴィルヘルム・シャドウに学んだ。1858年にベルリンに移った。1848年からのデンマークとプロイセン王国との間の第一次シュレースヴィヒ＝ホルシュタイン戦争を描いた絵画が、戦争画の分野の初めての作品となった。ナポレオン戦争中の「グロースベーレンの戦い」や「ワーテルローの戦い」の場面も描いた。
1864年からのデンマークとプロイセンの第二次シュレースヴィヒ＝ホルシュタイン戦争や1866年からの普墺戦争、1870年からの普仏戦争などの場面をプロイセンの側から描いた。普仏戦争ではパリ包囲戦などの現地にたった
息子のカール・ブライプトロイ(Karl August Bleibtreu:1859-1928)は小説家、文学評論家となり、ドイツにおける自然主義運動の推進者となり、父親の記録をもとにした戦争小説も著した。

## 作品

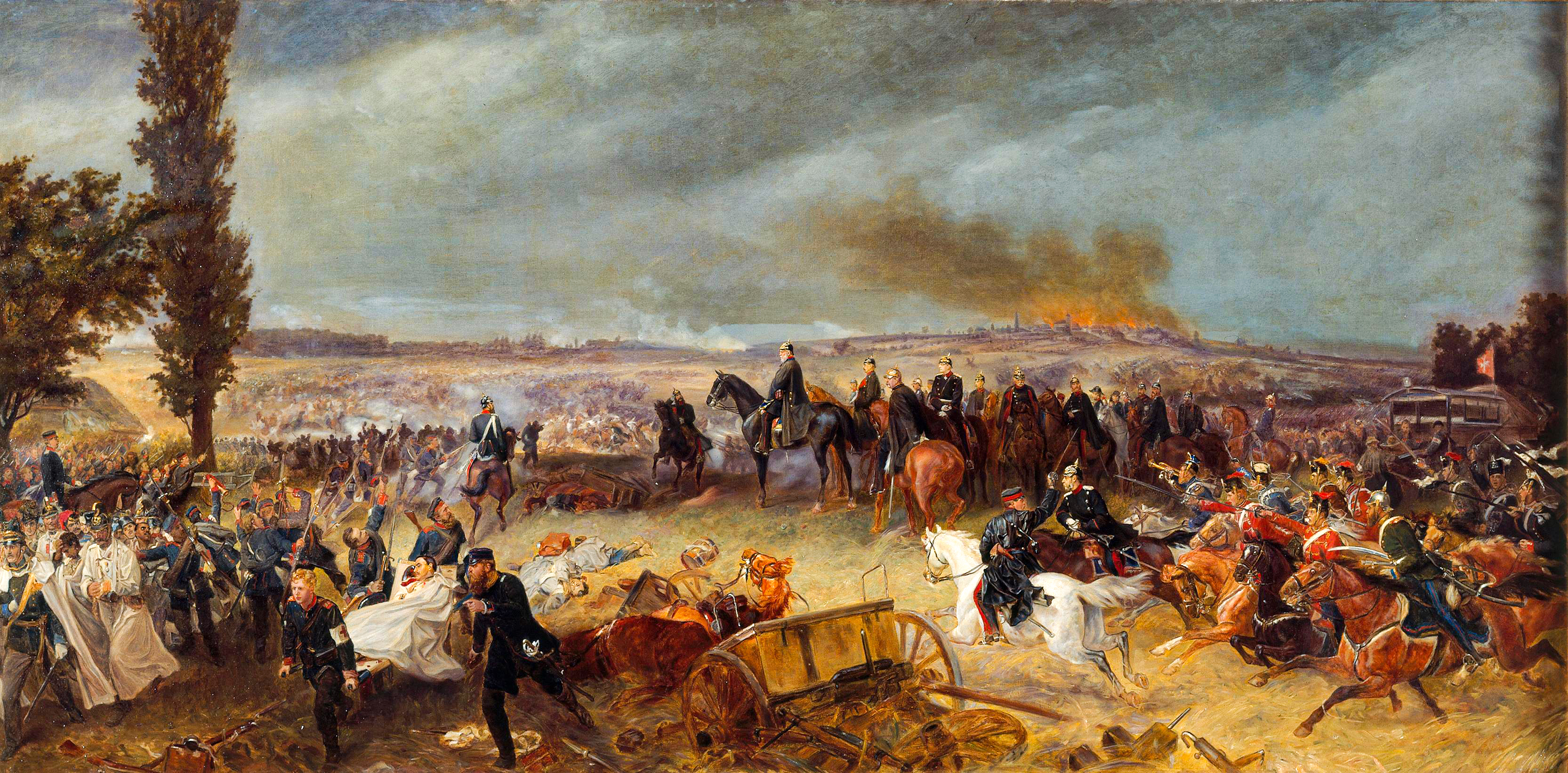
ケーニヒグレーツの戦いの指揮を執るヴィルヘルム1世とモルトケ
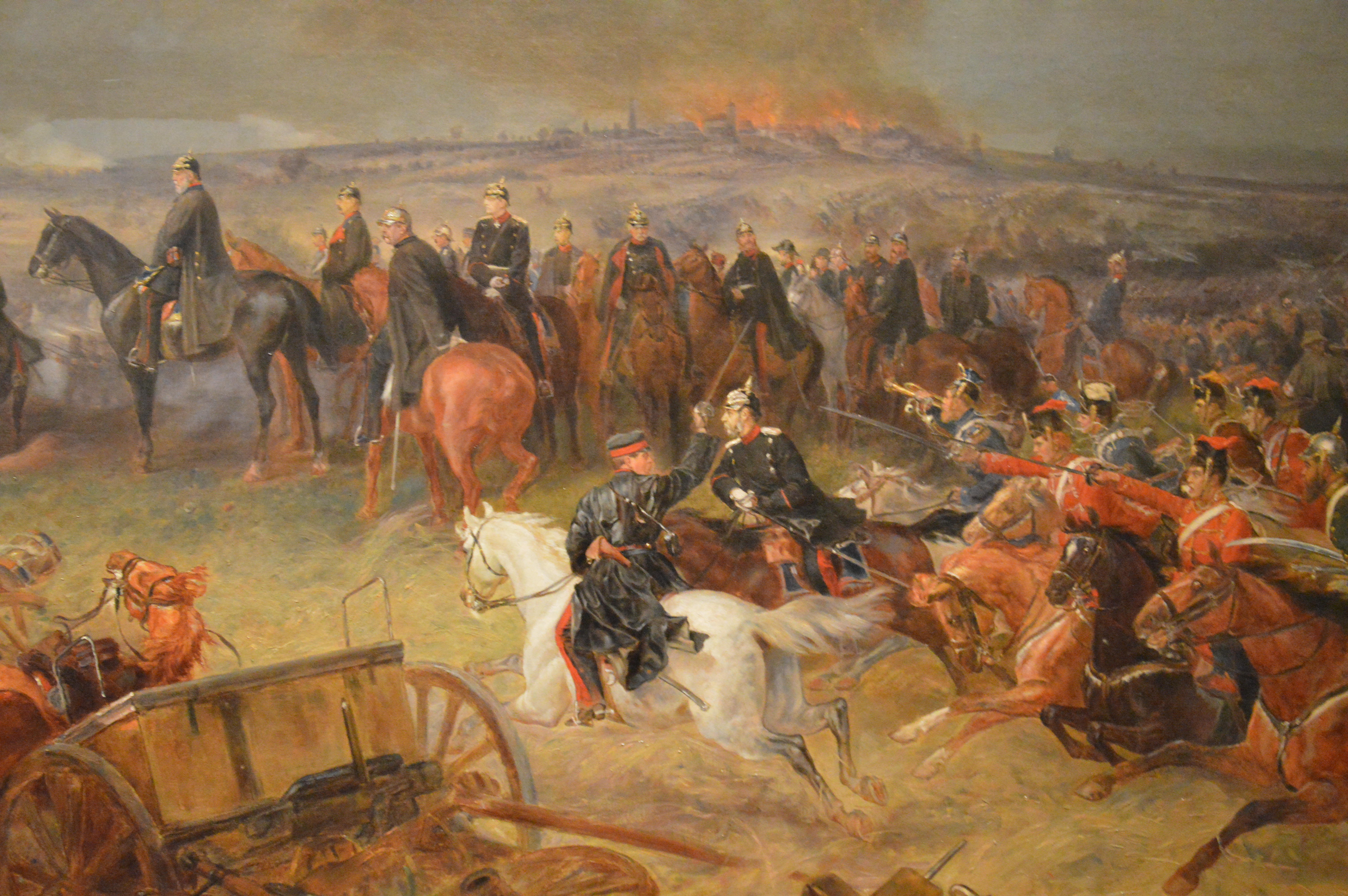
ケーニヒグレーツの戦いの絵画の細部
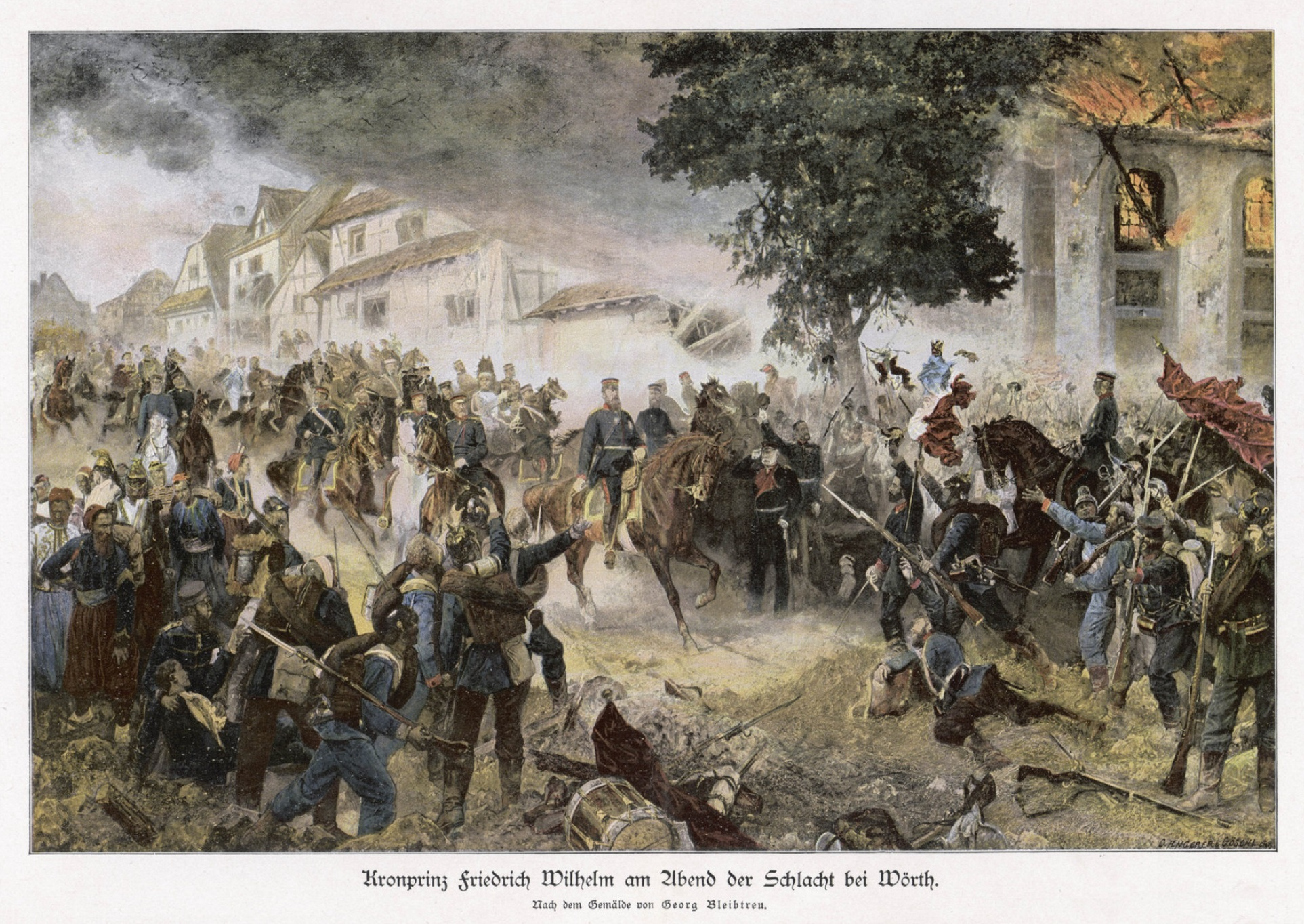
ヴルトの戦い」（普仏戦争）後のフリードリヒ皇太子